# Titanic 666
Titanic 666 (Titanic 666: Desastre en Altamar o Titanic: la maldicion en Latinoamérica) es una película de horror y suspenso producida por The Asylum y estrenada el 15 de abril de 2022 en los Estados Unidos en el Tubi, en el 110 aniversario del hundimiento del Titanic. Dirigida por Nick Lyon y escrita por Jacob Cooney y Jason White. Es una secuela de Titanic II (2010), y también se conoce como Titanic 3. La película recibió críticas generalmente mixtas a negativas.

## Sinopsis
Tras embarcarse en el viaje inaugural de "Titanic 3", un grupo de influencers digitales se ve rodeado de macabros sucesos.

## Argumento
El 15 de abril de 1912, el RMS Titanic se hunde muy rápidamente después de haber chocado contra un iceberg. Elyzabeth busca desesperadamente a su esposo Charles, pero se separan debido al pánico de los pasajeros, Elyzabeth logra subirse a un bote salvavidas pero por desgracia las cuerdas se sueltan por sí solas, matando a varias personas. Con el tiempo, el titanic finalmente se hunde. Elyzabeth, aun con vida, queda a la deriva en un bote volcado, donde ve también a Charles en un escombro pero se ahoga. Asustada, ve un sombrero flotando que empieza a acercarse a ella, lo que resultaba ser un Charles fantasma que la arrastra al océano.
El 15 de abril de 2022 (110 años del hundimiento del Titanic y 10 años de los eventos del Titanic II) se bautiza un nuevo crucero de lujo de alta tecnología llamado Titanic III, que hará la misma ruta que el Titanic original. Una pareja de casados e influencers, Mia y Jackson Stone, entran al barco junto a una fans; Nancy. La capitana del barco es Celeste Rhoades, junto a su tripulación conformada por Julie, Regina, Parker y Brian. Rhoades les ordena que todo tiene que salir bien para no tener un destino similar al ocurrido 10 años atrás. El Titanic III finalmente zarpa, mientras en el sótano del barco se infiltra una polizona, Idina Bess, que se roba uno de los artefactos de las víctimas del Titanic que son colecionados por el profesor Hal Cochran. Mientras, los Stone exploran el Titanic a través de sus redes, donde tienen encuentros conflictivos con Hal. Julie avisa a todos los pasajeros que en la noche harán una conmemoración del Titanic original. 
Idina, en el sótano, prepara un ritual satánico para traer de vuelta a su bisabuelo, que resulta ser el mismísimo Capitán Edward Smith. Smith hace traer las almas de los pasajeros que fallecieron en la tragedia. Mia, Jackson y Nancy son testigos de esto pero lo ignoran. 
Rhoades, Julie y el resto de los pasajeros reunidos en el salón empiezan a honrar a las 1.500 víctimas del Titanic. Mientras tanto, Mia y Jackson en la cubierta principal son atacados por la orquesta, poco después Jackson desaparece sin dejar rastro y Mia es asesinada. Rhoades, preocupada por el homicidio, interroga a Hal obligándolo a ir al calabozo, en donde será atacado por un fantasma pero sobrevive. Los fantasmas matan a todos los ingenieros de la sala de máquinas, y pronto el barco empieza a moverse por sí solo. Rhoades va a la sala de máquinas con Brian, descubriendo uno de los cadáveres. Intentan apagar los motores pero es demasiado tarde, haciendo explotar las turbinas, pero aun intacto el barco. Pronto los fantasmas empiezan a matar a los pasajeros incluyendo a la millonaria la Sra. Straus. Brian y los oficiales encarcelan a Idina ya que sospechan de su comportamiento. 
Rhoades da la orden de una llamada de auxilio, Idina escapa con ayuda de su bisabuelo que le da nuevos poderes, matando a un oficial y dirigiéndose al puente para hacer chocar el barco contra un iceberg. Idina se suicida, y los pasajeros entran en pánico escapando de las aguas crecientes. Rhoades ordena subir a los pasajeros a los botes salvavidas lo más pronto posible pidiéndole ayuda a Hal. Las fantasmas matan a los pasajeros y la tripulación incluyendo a Brian y Julie, Rhoades intenta subir a un bote con Nancy y otros pasajeros, pero las cuerdas se sueltan, matando a todos. 
Con todo el caos y persecución, el Titanic III finalmente se hunde. Hal queda aun con vida junto a Rhoades en un bote, Hal empieza a culparse entre el mismo por todo lo que pasó. Hal muere de hipotermia, Rhoades devastada intenta revivirlo pero se convierte en un fantasma que la empieza a atacar.

## Reparto
- Keesha Sharp - Capitán Celeste Rhoades
- Jamie Bamber - Profesor Hal Cochran
- Lydia Hearst como Idina Bess
- Anna Lynne McCord - Mia Stone
- Joseph Gatt - Brian Andrews

## Producción

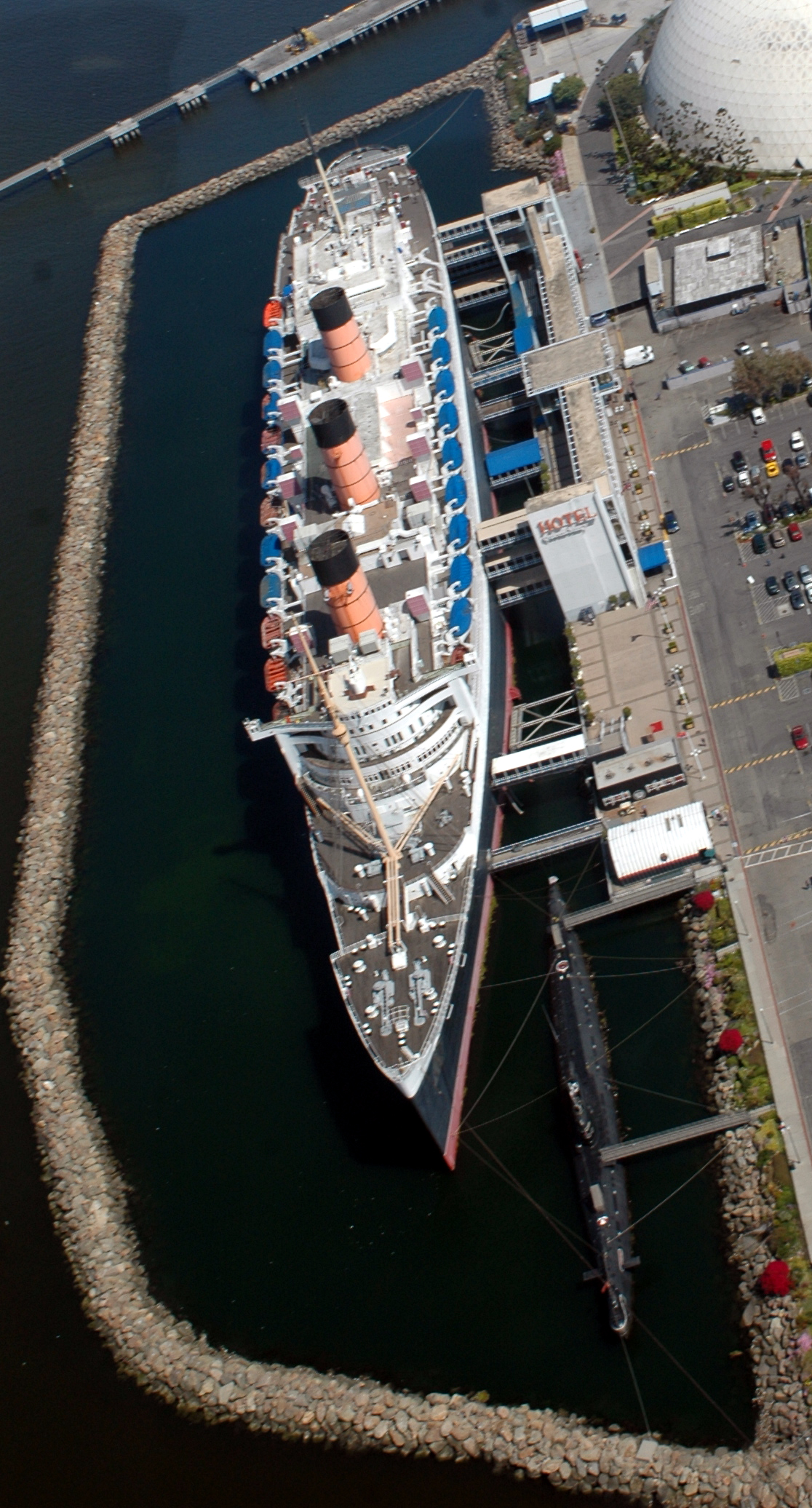
El Queen Mary, en 2008, amarrado en Long Beach funcionando como restaurante, hotel y museo

Para la película, el RMS Queen Mary fue utilizado como sustituto para el Titanic III, grabando varias escenas en el exterior y interior del barco, se filmó en Long Beach California. El Queen Mary se había utilizado para el papel de Titanic II y para la película S.O.S. Titanic.

## Lanzamiento
El 4 de abril de 2022, se lanzó el primer tráiler de la película, anunciando que sería estrenada por la plataforma Tubi. La película se estrenó el 15 de abril de 2022; conmemorando el hundimiento del titanic.

## Recepción
Waldemar Dalenogare Neto la evaluó con un puntaje de 1/10 y dijo que "quien la ve, no se la cree: The Asylum logró superarse a sí misma (...) Ya sabía que era una mala película, el tráiler ya es una vergüenza (...) el mal gusto cuando se trata de una tragedia (en el aniversario del hundimiento del Titanic) (...) No es una película de terror, por más que el título te pueda llevar a esta idea, aquí tienes en realidad tienen una gran broma a costa de efectos gráficos extremadamente pobres y un elenco completamente perdido".
En su reseña en la revista Paste , Matt Donato la calificó con un 4/10 y dijo que "mientras que Netflix alberga aspiraciones al Oscar por sus originales, Tubi parece tener contenido que es el equivalente en streaming de SYFY después de la medianoche. (...) He visto peores películas esta vez". año que Titanic 666, pero también muchos ejemplos mejores (...) Contra todo pronóstico, Titanic 666 es demasiado dramático y directo para su propio bien".
En Crooked Marquee, Josh Bell lo calificó con una "C-" diciendo que "es una historia lenta y aburrida de un barco embrujado que toma demasiado tiempo para llegar a sus escasos terrores. Lydia Hearst encuentra el tono cursi adecuado como descendiente de una de las víctimas originales del Titanic que convoca a sus espíritus para maldecir esta desvergonzada explotación de sus recuerdos, y AnnaLynne McCord es divertida de ver como una influenciadora narcisista que sale de la película demasiado pronto. la valiente y abnegada capitana (Keesha Sharp) se convierte en una protagonista débil a medida que el viaje, como era de esperar, se convierte en un caos".